# Historia de los judíos en Bolivia
La historia de los judíos en Bolivia se extiende desde la independencia de Bolivia en el año 1825 hasta finales del siglo XIX. En ese momento, los comerciantes judíos (tanto sefardíes como asquenazíes) llegaron a Bolivia, la mayoría de ellos tomando las mujeres locales como esposas y familias fundadoras que se fusionaron en la corriente principal de la sociedad católica. Esto era a menudo el caso en las regiones orientales de Santa Cruz, Tarija, Beni y Pando, donde estos comerciantes llegaron ya sea desde Brasil o Argentina.
Durante el siglo XX, un asentamiento judío sustancial comenzó en Bolivia. En 1917, se estimaba que había sólo entre 20 y 25 judíos practicantes viviendo en el país. En 1933, cuando el Partido Nacionalsocialista tomó el poder en Alemania, había 30 familias judías en territorio boliviano. La primera gran ola de inmigrantes judíos se produjo en la década de 1930 y con una estimación de 8.000 de ellos a fines de 1942.[cita requerida] Durante los años 1940, 2200 judíos optaron por emigrar de Bolivia en busca de nuevos horizontes, siendo los Estados Unidos, Argentina, Chile y Uruguay los destinos más elegidos para radicarse. Pese a esto, los que se quedaron han asentado sus comunidades en La Paz, Cochabamba, Oruro, Santa Cruz, Sucre (Chuquisaca), Tarija y Potosí. Después de la Segunda Guerra Mundial, una pequeña cantidad de judíos procedentes de Polonia llegó a Bolivia. 
En las últimas décadas, la comunidad judía de Bolivia ha disminuido significativamente, muchos de ellos migrando hacia otros países como Israel, Estados Unidos y Argentina. La comunidad judía de Bolivia tiene aproximadamente entre 500 y 700 miembros, la mayoría de ellos ubicados en Santa Cruz de la Sierra, seguido por La Paz, Cochabamba y Tarija habiendo presencia de sinagogas en estas tres ciudades mencionadas.
A principios de 2014, contando con el apoyo de Alemania, se abrió el primer museo judío de Bolivia ubicado en Charobamba, al sur de La Paz. En 2015, el Cementerio judío de La Paz fue declarado patrimonio histórico y cultural.

## Historia
La presencia judía en Bolivia data de la conquista española en el inicio del periodo colonial. Durante el siglo XVI, uno de los principales destinos para los judíos sefardíes conversos en América fue Santa Cruz de la Sierra, en la actual Bolivia. En 1557 varios judíos conversos del Paraguay y Buenos Aires partieron junto con el conquistador Ñuflo de Chaves y estuvieron entre los pioneros que fundaron la ciudad de Santa Cruz de la Sierra.
Con el auge minero del siglo XVI, algunos de ellos se afincaron en Potosí, pero pronto lograron éxito económico en la minería y el comercio y fueron presa de la persecución por parte de la recientemente creada Inquisición y las autoridades locales en Potosí y la vecina La Paz, quienes los acusaban de ser judaizantes. Por este motivo, la mayoría de estas familias de origen judío converso también se mudaron a Santa Cruz, ya que esta población era el asentamiento más remoto y aislado, y porque la Inquisición no acosó a los conversos de Santa Cruz, Con el establecimiento de un tribunal del santo oficio en Lima la persecución se acentúo.

### sigloXX
Durante el siglo XX se incrementó el flujo de inmigración judía en Bolivia, en gran medida debido al auge del nazismo y sus políticas discriminatorias hacia varios grupos étnicos y religiosos que habitaban Alemania y sus territorios ocupados, siendo los judíos el principal blanco de estas políticas. De entre 250.000 y 300.000 de los judíos que emigraron de Alemania hacia otras partes del mundo, alrededor de un 20 y un 25% escogió América Latina como destino, de los cuales, Bolivia recibió aproximadamente a 12.000 de esos emigrantes judíos. A pesar de haber recibido esta cantidad de inmigrantes, la gran mayoría de los judíos al llegar a Bolivia, emprendían un nuevo viaje hacia otros países de la región, siendo Bolivia un «país trampolín» o «país de tránsito» en lugar de ser un receptor de estos inmigrantes, pudiendo así dirigirse hacia países como Argentina, Chile, Estados Unidos, Brasil y Uruguay, entre otros, donde hay hasta el día de hoy mayores comunidades judías bien establecidas.

### sigloXXI
En enero de 2009, el gobierno de Morales rompió lazos con Israel, declarando al Estado de Israel como un «Estado terrorista y genocida». Asimismo, el gobierno boliviano canceló un acuerdo establecido en 1972 el cual permitía a ciudadanos israelíes visitar el país andino sin necesidad de portar visa. A 2015 se estima que la comunidad judía de Bolivia decreció paulatinamente y carece de juventud, ya que, «terminan el secundario, se van a universidades en el exterior -sobre todo, Argentina, Brasil, Estados Unidos e Israel- y ya no retornan. El Colegio Boliviano Israelita, tiene 294 alumnos, de los cuales un solo niño es judío». De seguir así la tendencia a la emigración, se calcula que la población judía de Bolivia desaparecerá casi por completo en un período de 10 a 20 años.
En noviembre de 2019, transcurridos aproximadamente 10 años del rompimiento de relaciones con Israel,  se produce la eliminación de la exigencia del visado para ciudadanos israelíes. Sin embargo, en febrero de 2021, el nuevo gobierno del MAS, liderado por Luis Arce, ha vuelto a dar marcha atrás, exigiendo nuevamente el requisito de visado a ciudadanos israelíes.
En 2023, debido al aumento de tensiones por el conflicto israelí-palestino, Bolivia rompe nuevamente toda relación diplomática con Israel.
Desde 1948 a la actualidad, unos 396 judíos bolivianos han hecho aliá hacia Israel.

## Antisemitismo
En las últimas décadas el grado de antisemitismo en Bolivia ha ido en aumento considerable por parte de distintos grupos y en diversas ocasiones. Durante la gestión del presidente Tte. Grl. Germán Busch Becerra, en la década de 1930, la comunidad judía logró una estabilidad sostenida. No obstante, los presidentes que sucedieron a Busch fueron menos entusiastas de la migración judía, manifestándose así, el antisemitismo en varias ocasiones principalmente en las ciudades de La Paz y Cochabamba, donde hubo lamentables ataques a negocios de judíos y entidades de la comunidad. Los edificios religiosos no están exentos de ataques, puesto que la Sinagoga de Cochabamba, en el centro del país, fue agredida en 2014, siendo atacada mediante piedrazos y ataques con bombas molotov. También se ha dado casos de antisemitismo en aerolíneas.
Otro caso de antisemitismo por parte del gobierno boliviano se produjo el 12 de agosto de 2014 de parte del presidente de la Cámara de Diputados, Marcelo Elío Chávez, perteneciente al Movimiento al Socialismo, al afirmar públicamente que: 

Lamentablemente, el pueblo judío que fue masacrado durante la Segunda Guerra Mundial no aprendió la lección y ahora se une con el imperialismo norteamericano. 
Dicha acotación se produjo durante una sesión legislativa donde la entidad se solidarizó con el pueblo palestino.

Previo al discurso con connotaciones antisemitas del legislador, este mismo hizo pasar al representante de la comunidad palestina en Bolivia al recinto, quien le entregó al presidente de la Cámara una bandera palestina y unos pañuelos típicos árabes. Estas declaraciones fueron repudiadas por Ricardo Udler, presidente de la comunidad judía.
Durante días, se produjeron diversas marchas en contra del gobierno israelí, las cuales gran parte de ellas fueron alentadas desde el mismo gobierno boliviano y por el partido partido político gobernante MAS.
En una de las marchas, se realizaron actos vandálicos en la Plaza Israel, ubicada en el centro de La Paz. En ella se han destrozado distintos ornamentos que adornan la plaza y se pintaron mensajes antisemitas y símbolos como esvásticas. Incluso, en agosto de 2014, un concejal ha planteado el cambio de nombre de la plaza, a lo cual el Dr. Ricardo Udler ha declarado que se tratará de evitar por todos los medios esta petición por parte del concejal, declarando que: 

La plaza fue fundada en 1968 por nuestros padres y abuelos y ahora una petición pide cambiar el nombre, entonces trataremos por medio de los canales necesarios, que esta plaza que no tiene nada que ver con el conflicto, sino que tiene que ver con la historia de la inmigración en Bolivia, no se le modifique el nombre.

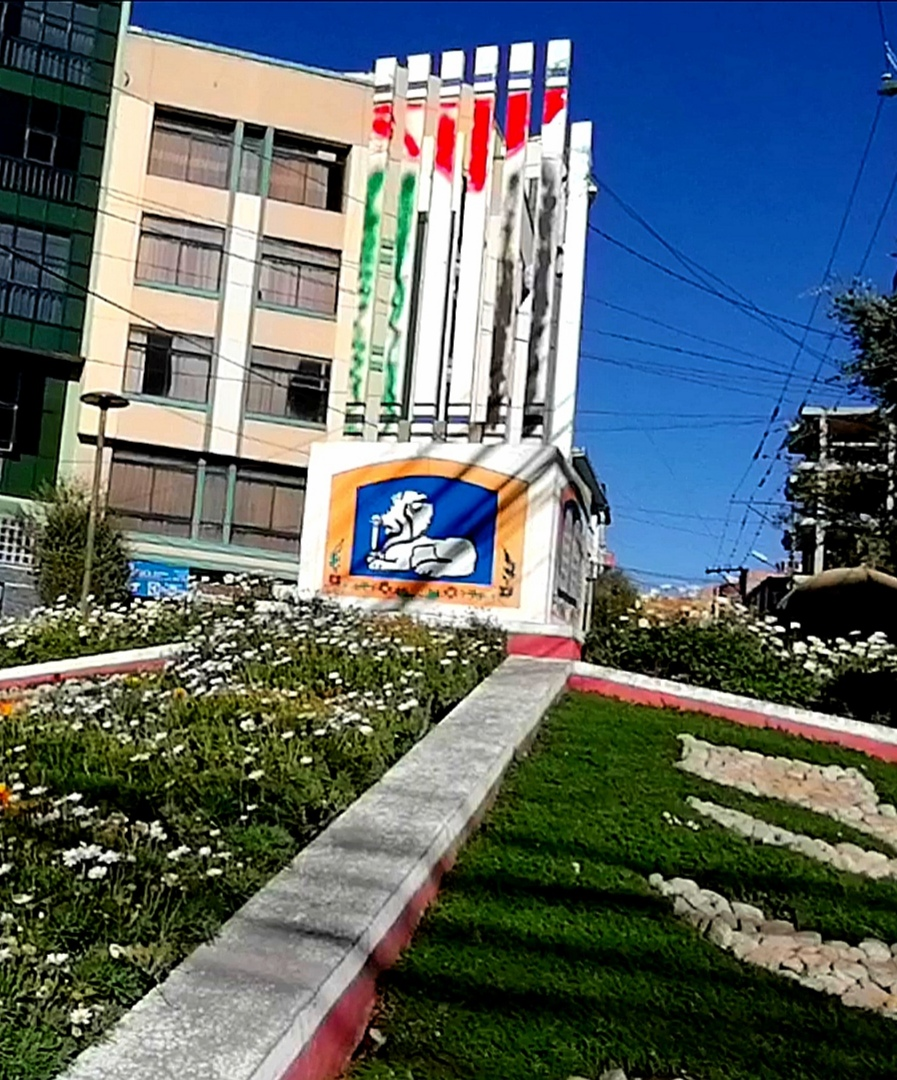
Bandera de Palestina hecha con graffiti sobre una menorá en la Plaza Israel de La Paz (Bolivia).

Debido a este grado de antisemitismo que ha aflorado bastante en el país, muchos miembros de la comunidad judía han optado por hacer de otras tierras sus nuevos hogares y dejando las tierras bolivianas atrás, principalmente emigrando hacia Israel como destino primordial y otros como Estados Unidos, Europa o incluso otros países vecinos como Argentina, donde reside la comunidad judía más grande de América Latina. Bolivia cuenta con una de las comunidades judías más pequeñas de América del Sur, la cual sigue disminuyendo con el correr del tiempo debido a la alta tasa de emigración por parte de los judíos bolivianos en busca de lugares menos hostiles. En la década de 1990 la comunidad contaba con unos 700 miembros, mientras que en la década de 2000 esta cifra cayó a 500.